# تنوخ (لودر)

تعديل مصدري - تعديل

تنوخ هي إحدى قرى عزلة زارة بمديرية لودر التابعة لمحافظة أبين، بلغ تعداد سكانها 267 نسمة حسب تعداد اليمن لعام 2004.